# Angel of the Morning
"Angel of the Morning" –en español: «Ángel de la mañana»– es una canción popular escrita por Chip Taylor y grabada por muchos artistas, sobre todo por Evie Sands, Billie Davis, Merrilee Rush, P. P. Arnold, Connie Eaton, Melba Montgomery, Olivia Newton-John y la versión más exitosa grabada por Juice Newton.

## Orígenes, la grabación original y versiones posteriores
La canción fue compuesta en 1967 por Chip Taylor, quien dijo al respecto: "Escribí 'Angel of the Morning' después de escuchar la canción de los Rolling Stones, 'Ruby Tuesday ' en la radio del auto cuando conducía hacia la ciudad de Nueva York. Quería capturar ese tipo de pasión".
"Angel of the Morning" se le ofreció originalmente a Connie Francis, pero ella lo rechazó porque pensó que el mensaje lírico de la historia de amor era demasiado atrevido para su imagen.
Taylor produjo la primera grabación de la canción con Evie Sands, pero las dificultades financieras de la compañía discográfica Cameo-Parkway Records, que tenían a Sands en su lista, llevaron a un lanzamiento de sencillo muy limitado y sin promoción.
La segunda grabación fue de la vocalista británica Billie Davis, realizada en 1967 por Danny Michaels para el sello LHI de Lee Hazlewood. P. P. Arnold proporcionó voces de respaldo para esta versión y luego lanzó una versión solo.
La canción se convirtió en un éxito en 1968 a través de una grabación de Merrilee Rush, realizada en enero en American Sound Studios en Memphis, con la producción de Chips Moman y Tommy Cogbill. Rush había llegado a Memphis a través del grupo que encabezaba, los Turnabouts, siendo el acto de apertura de una gira de Paul Revere and the Raiders. Mientras estaban en Memphis, los Raiders grabaron el álbum Going to Memphis en American Sound Studios, una asociación que condujo al descubrimiento de Rush por parte de Tommy Cogbill, que esperaba encontrar la voz adecuada para "Angel of the Morning"; tenía una cinta de la demo de esa canción constantemente en su bolsillo durante varios meses.
Rush grabó la canción y las pistas que completarían su álbum Angel of the Morning con la banda de American Sound, aunque el sencillo y el álbum serían acreditados al grupo "Merrilee Rush & the Turnabouts".
La versión individual fue lanzada en febrero de 1968, y alcanzó el Top 10 en el Billboard Hot 100 ese junio, alcanzando su punto máximo en el número 7, también alcanzando el número 1 en Canadá, Australia y Nueva Zelanda, y el número 4 en Los Países Bajos. La canción le valió a Rush una nominación al Grammy a la mejor interpretación vocal pop femenina. Rush grabó una nueva versión de la canción para el lanzamiento de su álbum homónimo de 1977. (La versión de Rush de "Angel of the Morning" aparecería en la banda sonora de la película de 1999 Inocencia interrupida, cuyo marco temporal es 1967 y 1968, en la que la sobrina del autor y compositor Chip Taylor, Angelina Jolie, tuvo un papel protagónico.)
En 1968, una interpretación de P. P. Arnold, que había cantado como fondo en la versión de Billie Davis de 1967, alcanzó el puesto 29 en el Reino Unido en agosto de 1968.
En 1968, Treasure Isle en Jamaica y Trojan Records en el Reino Unido lanzaron una versión de Joya Landis (TR-622).
En 1970, una interpretación de Connie Eaton alcanzó el puesto 34 en las listas de Billboard C&W.
En 1977, Mary Mason también obtuvo un éxito en el Top 30 del Reino Unido con su versión, que en realidad era un popurrí de dos canciones de Chip Taylor, "Angel of the Morning" y "Any Way That You Want Me", alcanzando el puesto 27.
También en 1977, el acto británico Guys 'n' Dolls tuvo un éxito en los Países Bajos con la canción, y su versión alcanzó el número 11 en las listas holandesas.
En 1978, un lanzamiento de Melba Montgomery alcanzó el puesto 22 en la lista Billboard C&W.

### Versiones de Chip Taylor
- En 1996, Taylor lanzó una versión del álbum Hit Man.
- En 1999, una versión de Taylor apareció en la KGSR recaudación de fondos de CD Broadcasts vol. 7.
- En 2004, Taylor lanzó una versión de la canción con su compañera cantante y compositora Carrie Rodríguez en el álbum del mismo nombre.

### Versión de Juice Newton
La versión más vendida y de mayor venta en los Estados Unidos fue grabada y lanzada en 1981 por la cantante de country-rock Juice Newton para su álbum Juice. Newton reinterpretó la canción por sugerencia de Steve Meyer, quien promocionó los sencillos y álbumes de Capitol Records en las estaciones de radio y sintió que una versión de "Angel of the Morning" de Newton sería un fuerte candidato para la transmisión al aire. Newton dijo que ella nunca habría pensado en grabar "Angel of the Morning", y aunque reconoció inmediatamente la canción cuando Meyer la tocó para ella (cita): "Yo [no había estado] realmente consciente de esa canción porque ... cuando [era] popular, escuchaba música folk y R&B y no pop, y esa era una canción muy pop".
La versión de Newton alcanzó el número 4 en el Billboard Hot 100, el número 22 en la lista de música country de Billboard, y pasó tres semanas en el número 1 en la lista Adult Contemporary de Billboard en abril de ese año. La grabación también le valió a Newton una nominación al Grammy, en la misma categoría que el éxito de Rush en 1968. Más de 1 millón de unidades del sencillo de Newton se vendieron en los Estados Unidos y alcanzó el Top 10 en varios otros países, incluidos Canadá y Australia. En particular, el video de Newton para "Angel of the Morning" fue el primer video de música country transmitido en MTV, debutando el día en que se lanzó la cadena, en 1981. En el Reino Unido, esta grabación alcanzó el puesto 43 en la lista de sencillos del Reino Unido, marcando la tercera aparición de la canción en esa lista. Newton volvió a grabar la canción en 1998 para su álbum The Trouble with Angels.
La canción " Angel ", lanzada por el artista de reggae Shaggy, muestra en gran medida la melodía de "Angel of the Morning". Alcanzó el número 1 en el Billboard Hot 100 durante la semana que finalizó el 31 de marzo de 2001.
La cantante sueca Jill Johnson lanzó "Angel of the Morning", con letra en inglés, en 2007 de su álbum de versiones, Music Row . Esta versión alcanzó el puesto número 30 en la lista de sencillos sueca.

## Cine, televisión y literatura
- La versión de Merrilee Rush de la canción aparece en la banda sonora de las películas Inocencia interrumpida (como se señaló anteriormente) y Violet and Daisy, así como en la serie de televisión de NBC The Blacklist.[12]
- La versión de Rush también se reproduce durante una escena de la película Fingers de 1978, donde se utiliza para acentuar la naturaleza conflictiva del personaje principal interpretado por Harvey Keitel .
- La versión de Rush se menciona en la novela de Stephen King The Langoliers, de la colección Las cuatro después de la medianoche.
- La canción fue interpretada en vivo por Chrissie Hynde en un episodio de Friends de 1995 titulado "The One with the Baby on the Bus", y esa versión también aparece en el álbum de la banda sonora de ese programa. (Aunque se lanzó como single, no llegó a las listas de éxitos.)
- La canción juega un papel central en la novela de 2016 de Graeme Simsion, The Best of Adam Sharp.

La versión de Juice Newton se escucha durante la primera escena de Drew Barrymore en la película Los ángeles de Charlie, en la película Charlie Wilson's War (en la que también es cantada por Emily Blunt ), en los títulos iniciales de Deadpool y en la película It Chapter Two. También aparece en la temporada 1 de True Detective de HBO y en el episodio 11 de la temporada 5 de Superstore de NBC.
El comercial de Toyota Highlander "Kid Cave", transmitido desde finales de 2010, presenta a un niño que se avergüenza de que sus padres canten la canción mientras viaja con ellos en un automóvil. La canción también incluye una versión parodia en Padre de familia con Peter Griffin interpretándose a sí mismo como Deadpool.